# Michel Hansenne
Michel A.J. Hansenne, né le 23 mars 1940 à Rotheux-Rimière, est un homme politique belge wallon, membre du Parti social chrétien (PSC), devenu Centre démocrate humaniste (CDH) en 2002.

## Biographie
Docteur en droit et licencié en sciences économiques et financières, il fut d'abord chercheur à l'université de Liège. de 1962 et 1972. Il se lança ensuite en politique. D'abord élu au Parlement belge. Il fut plusieurs fois ministre au gouvernement belge (gouvernements Martens V, VI, VII et VIII) et à la Communauté française.
En 1989, il devint le huitième directeur général du BIT.

## Carrière politique
- 1974-1989 : député belge pour le Parti social chrétien (PSC)
- 1979-1981 : ministre de la Communauté française
- 1981-1988 : ministre de l'Emploi et du Travail
- 1988-1989 : ministre de la fonction publique
- 1989-1999 : directeur général de l'Organisation internationale du travail
- 1999-2004 : député européen

## Distinctions
- Citoyen d'honneur de Liège (2012)[2]

## Publication
- Hansenne, Michel, Un garde-fou pour la mondialisation: le BIT dans l'après-guerre froide, Gerpinnes, Quorum, 1999, 151 p. (ISBN 978-2-88182-366-4)